# Vlag van Namibië

Vlag van Namibië

Oorlogsvlag ter zee van Namibië

De vlag van Namibië werd aangenomen op 21 maart 1990, de dag dat Namibië een onafhankelijke staat werd. De vlag bestaat uit een blauwe en groene driehoek, die van elkaar gescheiden worden door een rode diagonale baan met witte randen. In de blauwe driehoek staat een goudgele zon met twaalf stralen.

## Symboliek
Hoewel aan de kleuren en vormen in de vlag geen officiële betekenis is gegeven, wordt er in de praktijk — ook door de regering — wel degelijk symboliek aan toegekend. Het rood staat voor de Namibische bevolking, haar heldendaden en de wil om een toekomst te bereiken waarin iedereen gelijke kansen heeft. De witte kleur symboliseert het vredige samenleven van de Namibiërs, het groen staat voor de vegetatie en de vruchtbaarheid en het blauw symboliseert de Hemel en de Atlantische Oceaan, alsmede de regen en de waardevolle watervoorraden in Namibië. De goudgele zon staat voor leven en levenskracht, energie en warmte. De twaalf zonnestralen symboliseren de verschillende volken die in Namibië leven.

## Ontwerp
De vlag heeft een hoogte-breedteverhouding van 2:3. De breedte van de witte en rode banen samen is gelijk aan een derde van de hoogte van de vlag, terwijl die van de rode gelijk is aan een kwart van de vlaghoogte.
Het midden van de zon bevindt zich op één vijfde van de breedte van de vlag, gezien vanaf de hijszijde, en halverwege de bovenzijde van de vlag en de dichtstbijzijnde witte streep. De diameter van de zon met stralen is gelijk aan een derde van de hoogte van de vlag. De lengte van elk van de zonnestralen is gelijk aan een vijfde van de diameter van de zon en stralen samen, terwijl de breedte van de blauwe cirkel die de zon en de stralen scheidt gelijk is aan een tiende van de diameter van de zon en haar stralen.

## Geschiedenis

Vlag van Duits-Zuidwest-Afrika (ontwerp)

Vlag van de SWAPO

Nadat in 1883 de Duitse koopman Adolf Lüderitz een stuk grond bij Angra Pequena had laten aankopen, de baai waar tegenwoordig de plaats Lüderitz ligt, werd het gebied in 1884 uitgeroepen tot het protectoraat Duits-Zuidwest-Afrika. Slechts de enclave Walvisbaai bleef Brits. In Duits-Zuidwest-Afrika gebruikte men de vlag van het Duitse Rijk, een zwart-wit-rode driekleur. Later werd ter onderscheid een eigen vlag voor Duits-Zuidwest-Afrika ontworpen, een zwart-wit-rode driekleur met een onderscheidend wapen in de witte baan en een hoogte-breedteverhouding van 3:5. Deze vlag werd echter nooit in gebruik genomen.
Na het uitbreken van de Eerste Wereldoorlog bezetten in 1915 de Zuid-Afrikaanse troepen Duits-Zuidwest-Afrika. Tot 1990 regeerde Zuid-Afrika over het gebied onder de naam Zuidwest-Afrika. In die periode wapperden de achtereenvolgende Zuid-Afrikaanse vlaggen in het huidige Namibië.
Sinds 21 maart 1990 is Namibië onafhankelijk. De kleuren van de huidige vlag zijn overgenomen van de vlag van SWAPO, de belangrijkste beweging die tegen de bezetting door Zuid-Afrika vocht. Die vlag was een horizontaal gestreepte, rood-blauw-groene driekleur. Deze drie kleuren zijn de belangrijkste kleuren voor het Owambo-volk, de grootste etnische populatie in Namibië. Rood, wit en blauw zijn de kleuren van de Demokratische Turnhallenallianz. De vlag is door een speciale commissie gekozen uit 835 inzendingen.